# Dream Dancing (Ella Fitzgerald)
Dream Dancing è il quarantaseiesimo album della cantante jazz Ella Fitzgerald, pubblicato dalla Pablo Records nel 1978.
L'album è una ripubblicazione di Ella Loves Cole, uscito del 1972 sotto etichetta Atlantic Records, ma contiene due tracce inedite aggiuntive.

## Tracce
Lato A
1. Dream Dancing (*) – 4:02
2. I've Got You Under My Skin – 3:17
3. I Concentrate on You – 4:06
4. My Heart Belongs to Daddy – 2:33
5. Love for Sale – 4:36
6. So Near and Yet So Far – 2:21
7. Down in the Depths (on the Ninetieth Floor) – 3:40

Lato B
1. After You, Who? (*) – 3:14
2. Just One of Those Things – 3:53
3. I Get a Kick Out of You – 4:21
4. All of You – 2:18
5. Anything Goes – 2:51
6. At Long Last Love – 2:27
7. C'est Magnifique – 2:32
8. Without Love – 2:46

(*) = traccia inedita